# Contea di Linwu
La contea di Linwu (临武县S, Línwǔ XiànP) è una contea della Cina, situata nella provincia di Hunan e amministrata dalla prefettura di Chenzhou.